# 太平街道 (弥勒市)
太平街道，是中华人民共和国云南省红河哈尼族彝族自治州弥勒市下辖的一个街道办事处。
2022年9月30日，红河州政府批复同意将弥阳街道析置为弥阳街道、太平街道、福城街道3个街道。

## 行政区划
城区街道下辖以下地区：
大树社区、吉山社区、牛背社区、禄丰社区、弥东社区、盘龙社区、瓦草村、雨舍村、太平村、占马村、新村、阿乌村和丫普龙村。